# لوك كورنوال
لوك كورنوال (بالإنجليزية: Luke Cornwall)‏ هو لاعب كرة قدم بريطاني، ولد في 23 يوليو 1980 في ملبورن في أستراليا. لعب مع برادفورد سيتي ودولويتش هاملت وغريمسبي تاون وكوينز بارك رينجرز ولينكولن سيتي أف سي ونادي فولهام ونادي وكينغ.

## وصلات خارجية
- لوك كورنوال على موقع قاعدة بيانات كرة القدم.إي يو (الإنجليزية)
- لوك كورنوال على موقع Soccerbase.com (لاعب) (الإنجليزية)